# 長峰駅
長峰駅（ながみねえき）は、青森県南津軽郡大鰐町大字長峰字前田にある、東日本旅客鉄道（JR東日本）奥羽本線の駅である。

## 歴史
- 1952年（昭和27年）12月1日：国鉄の駅として開業（旅客駅）[2][3]。
- 1971年（昭和46年）10月1日：荷物の扱いを廃止[4]。無人駅となる[5]。ただし、翌年3月31日までは（日曜・祝日を除く）6時から15時半まで旅客扱い要員を1名配置する[6]。
- 1987年（昭和62年）4月1日：国鉄分割民営化により、JR東日本の駅となる[3]。
- 2024年（令和6年）10月1日：えきねっとQチケのサービスを開始[1][7]。

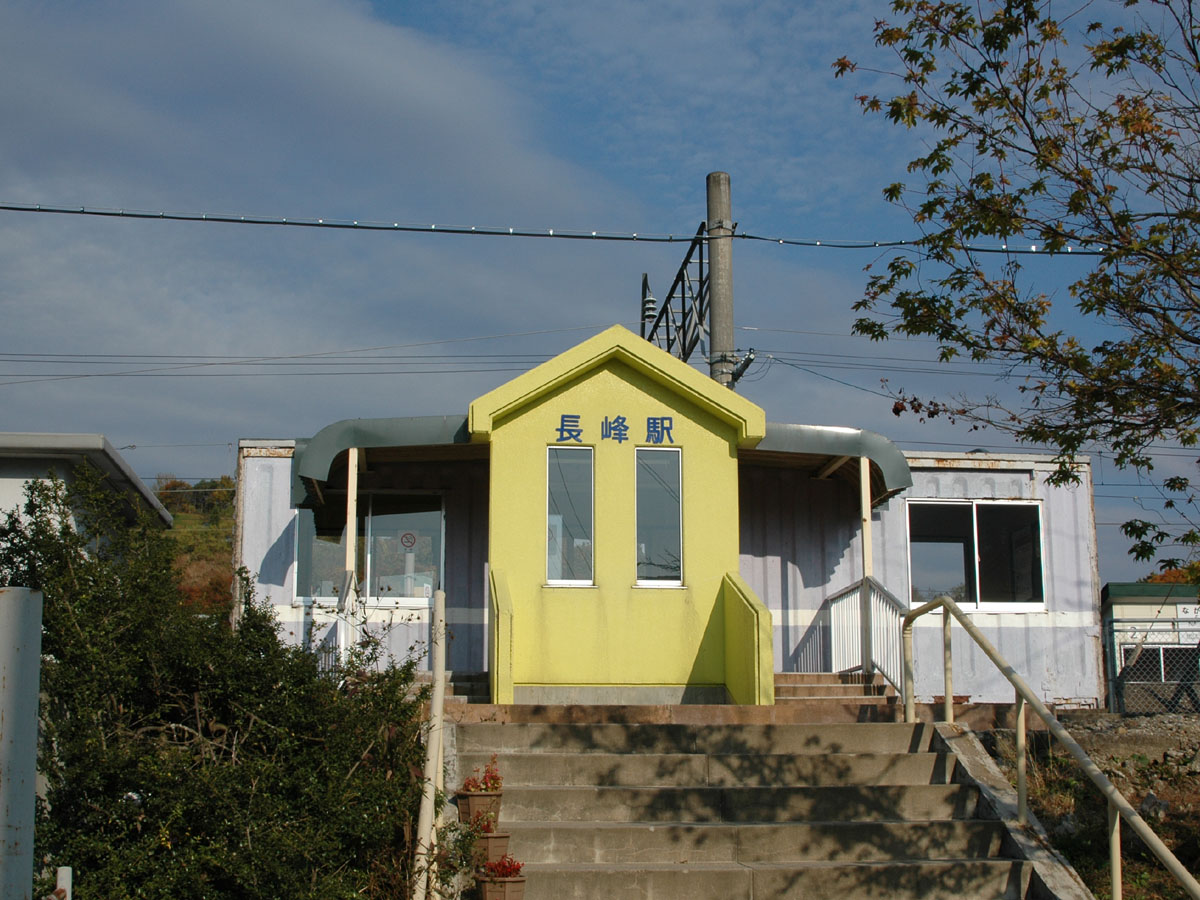
旧駅舎（2006年11月）

## 駅構造
相対式ホーム2面2線を有する地上駅である。互いのホームは跨線橋で連絡している。1番線側に駅舎（待合室）がある。
弘前駅管理の無人駅である。

### のりば
| 番線 | 路線      | 方向 | 行先           |
| ---- | --------- | ---- | -------------- |
| 1    | ■奥羽本線 | 下り | 弘前・青森方面 |
| 2    | ■奥羽本線 | 上り | 大館・秋田方面 |

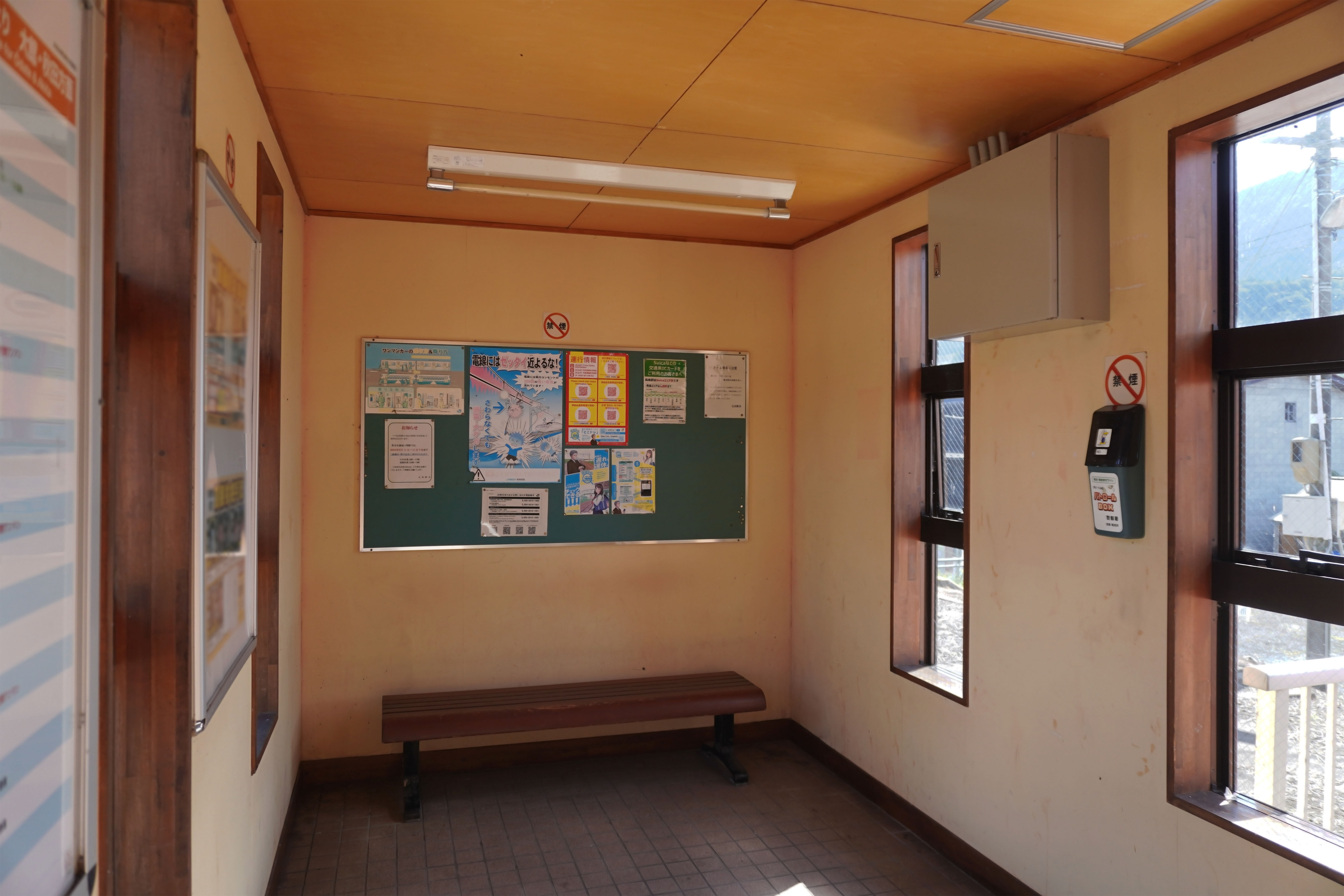
駅舎内（2024年9月）
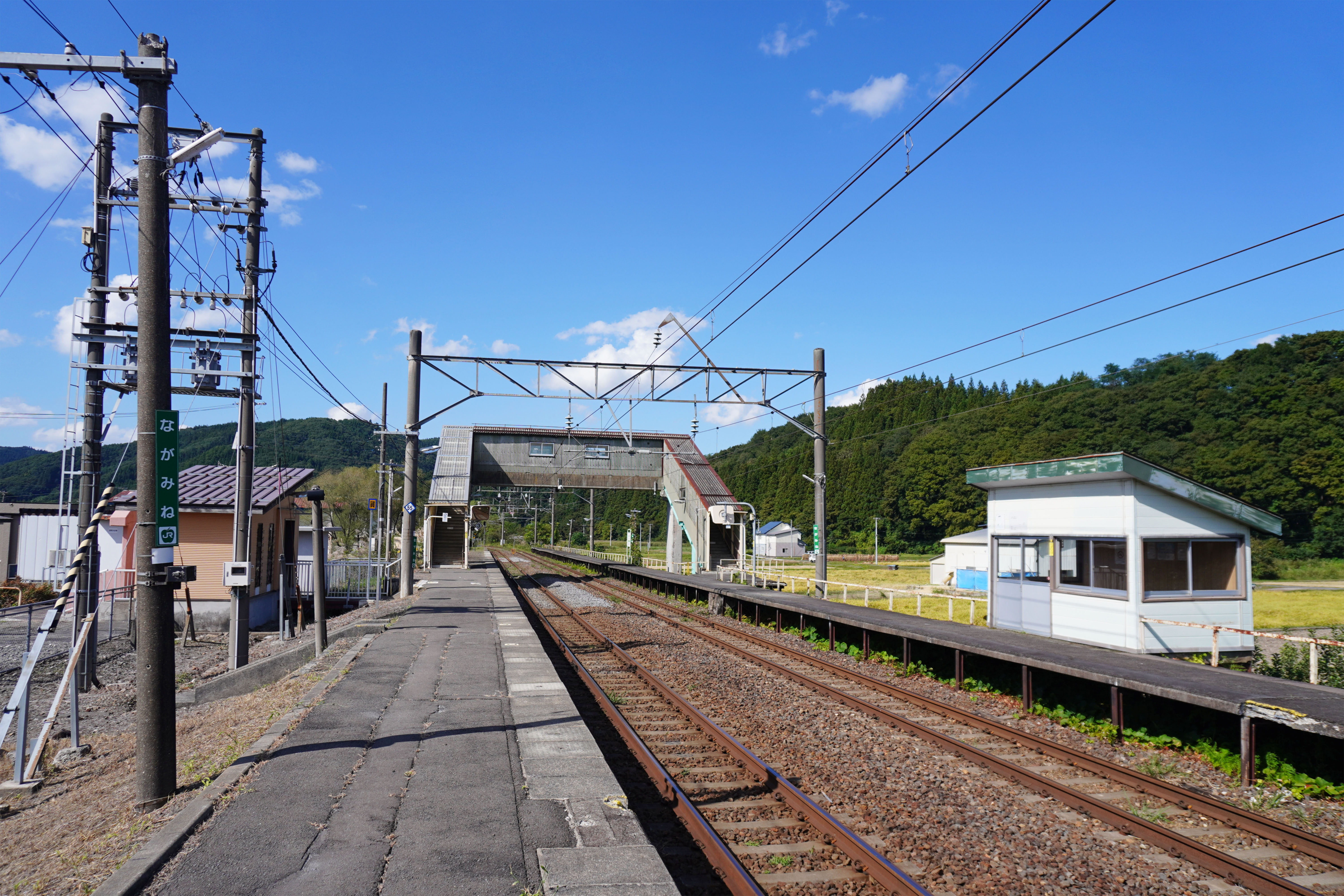
ホーム（2024年9月）

## 駅周辺
- 国道7号
- 長峰郵便局

### バス路線
- 弘南バス「長峰」停留所
  - 弘前 - 碇ヶ関線
- 大鰐町デマンドバス
  - 駒の台線「あっぷる号」「長峰」停留所

## 隣の駅
東日本旅客鉄道（JR東日本）
■奥羽本線
□快速
通過
■普通
碇ケ関駅 - 長峰駅 - 大鰐温泉駅